# Canton de Nay-Ouest
Le canton de Nay-Ouest est une ancienne division administrative française, située dans le département des Pyrénées-Atlantiques et la région Aquitaine.

## Composition
Le canton regroupe 10 communes :
- Arros-de-Nay
- Arthez-d'Asson
- Asson
- Baliros
- Bourdettes
- Bruges-Capbis-Mifaget
- Haut-de-Bosdarros
- Nay (partie)
- Pardies-Piétat
- Saint-Abit.

## Histoire
En 1790, le canton de Nay se composait des communes d'Angaïs, Arros, Arthez-d'Asson, Asson, Baliros, Baudreix, Bénéjacq, Beuste, Bézing, Boeil, Bordères, Bordes-près-Nay, Bosdarros, Bourdettes, Bruges, Capbis, Clarac, Coarraze, Igon, Lagos, Lestelle, Mirepeix, Montaut, Nay, Pardies, Saint-Abit.
Par décret impérial du 11 février 1863, la commune de Clarac est réunie à celle de Nay, et le canton de Nay porte alors le nom de canton de Nay-Ouest et celui de Clarac le nom de canton de Nay-Est.

## Représentation

### Conseillers généraux de 1833 à 2015
| Période   | Identité                              | Parti                                        | Qualité                                                                                                   |
| --------- | ------------------------------------- | -------------------------------------------- | --- |
| 1833-1842 | Jean-Janvier Lussagnet                | Majorité gouvernementale                     | Négociant, maire de Nay                                                                                   |
| 1842-1848 |                                       |                                              | |
| 1848-1871 | Bernard Charles Cassaigne (1818-1876) |                                              | Propriétaire à Narcastet et à Clarac                                                                      |
| 1871-1880 | Comte Louis de Luppé                  | Union des Droites (Conservateur Monarchiste) | Propriétaire Député (1877-1878 et 1885-1889)                                                              |
| 1880-1919 | Paul Rey                              | Républicain                                  | Maire de Nay Vice-Président du Conseil Général                                                            |
| 1919-1922 | Flavien Lacq                          | Républicain                                  | Médecin à Nay, conseiller d'arrondissement                                                                |
| 1922-1940 | Stanislas Soumireu-Mourat (1880-1964) | Rad.                                         | Médecin, maire de Nay                                                                                     |
|           |                                       |                                              | |
| 1945-1951 | Stanislas Soumireu-Mourat             | Rad.                                         | Médecin, ancien maire de Nay                                                                              |
| 1951-1976 | Jean Labarrère                        | CNIP                                         | Agriculteur-exploitant, maire d'Asson Député-suppléant de Pierre Sallenave (1958-1967 et 1968-1973)       |
| 1976-1982 | Pierre Decla (1917-1995)              | UDF                                          | maire de Nay-Bourdettes                                                                                   |
| 1982-1994 | Michel Cantet                         | DVD                                          | Administrateur civil maire de Nay-Bourdettes (1983-1994) Conseiller régional (1992-1994)                  |
| 1994-2008 | Laurent Aubuchou-Aurouix              | RPR puis UMP                                 | Expert agricole, foncier et immobilier maire d'Asson                                                      |
| 2008-2015 | Jean Arriubergé                       | PS                                           | Retraité Maire de Haut-de-Bosdarros (1995-2020) Elu en 2015 dans le Canton d'Ouzom, Gave et Rives du Neez |

### Conseillers d'arrondissement (de 1833 à 1940)
| Période                                  | Période      | Identité                 | Étiquette   | Qualité |
| ---------------------------------------- | ------------ | ------------------------ | ----------- | --- |
| 1833                                     | 1842         | Pierre Hilarion Talamon  |             | Médecin, propriétaire à Nay                                                                                 |
| 1842                                     | 1848         | Pierre Barbé             |             | Maire de Bruges                                                                                             |
|                                          |              |                          |             | |
|                                          | 1881 (décès) | Jean Saubatte            |             | Adjoint au maire de Nay                                                                                     |
|                                          |              |                          |             | |
| av.1885                                  | 1886         | Jean Louis Casimir Barbé |             | Maire de Bruges                                                                                             |
| 1886                                     | 1891 (décès) | M. Condou                | Républicain | Médecin |
| 1891                                     | 1919         | Flavien Lacq             | Républicain | Médecin à Nay                                                                                               |
|                                          |              |                          |             | |
| 1925                                     | 1937         | Lucien Prat              | Républicain | Industriel, maire d'Arthez-d'Asson                                                                          |
| 1937                                     | 1940         | Éloi Pareilh-Peyrou      | FP          | Adjoint au maire de Nay                                                                                     |
| 1940                                     |              |                          |             | Les conseils d'arrondissement ont été suspendus par la loi du 12 octobre 1940 et n'ont jamais été réactivés |
| Les données manquantes sont à compléter. |              |                          |             | |

## Démographie
| 1962 | 1968 | 1975 | 1982 | 1990  | 1999  | 2006  | 2011  | 2012  |
| ---- | ---- | ---- | ---- | ----- | ----- | ----- | ----- | ----- |
| -    | -    | -    | -    | 7 356 | 7 594 | 7 756 | 8 030 | 8 136 |